# Didier Vavasseur
Didier Jacques François Vavasseur (Évreux, 7 de febrero de 1961) es un deportista francés que compitió en piragüismo en la modalidad de aguas tranquilas.
Participó en dos Juegos Olímpicos de Verano, en los años 1984 y 1988, obteniendo una medalla de bronce en Los Ángeles 1984, en la prueba de K4 1000 m.

## Palmarés internacional
| Juegos Olímpicos | Juegos Olímpicos             | Juegos Olímpicos  | Juegos Olímpicos |
| Año              | Lugar                        | Medalla           | Competición      |
| ---------------- | ---------------------------- | ----------------- | ---------------- |
| 1984             | Los Ángeles (Estados Unidos) | Medalla de bronce | K4 1000 m        |